# رودلف آتامالیان
رودلف سرگئی آتامالیان (ارمنی: Ռուդոլֆ Սերգեյի Աթամալյան؛ زادهٔ ۵ ژوئیهٔ ۱۹۴۶ - درگذشته ۲۶ مارس ۲۰۲۳) یک بازیکن فوتبال در پست مهاجم و مربی فوتبال اهل ارمنستان بود.
وی در ۲۶ مارس ۲۰۲۳ در سن ۷۶ سالگی درگذشت.

## باشگاهی
از باشگاه‌هایی که در آن بازی کرده‌است می‌توان به پولاد سومگایت، باشگاه فوتبال نفتچی باکو، باشگاه فوتبال آرارات ایروان، باشگاه فوتبال لوکوموتیو مسکو، باشگاه فوتبال اورال یکاترینبورگ، باشگاه فوتبال زیمبرو کیشیناو و باشگاه فوتبال تیومن اشاره کرد.